# Heinz-Helmut Wehling
Heinz-Helmut Wehling (Turingia, Alemania, 8 de septiembre de 1950) fue un deportista alemán especialista en lucha grecorromana donde llegó a ser subcampeón olímpico en Múnich 1972.

## Carrera deportiva
En los Juegos Olímpicos de 1972 celebrados en Múnich ganó la medalla de plata en lucha grecorromana de pesos de hasta 62 kg, tras el luchador búlgaro Georgi Markov (oro) y por delante del polaco Kazimierz Lipień (bronce). Cuatro años después, participó en las Olimpiadas de Montreal 1976 en una categoría más pesada, la de hasta 68 kg, ganando la medalla de bronce.